# Disney マジカルダンス オン ドリームステージ
『Disney マジカルダンス オン ドリームステージ』（ディズニー -）は、セガ（後のセガ・インタラクティブ）発売のディズニーキャラクターを起用したトレーディングカードゲーム方式のダンス音楽ゲーム。2007年11月29日より稼働開始、2009年9月頃にサービス終了となった。

## 概要
セガとウォルト・ディズニー・ジャパンとがライセンス契約しディズニーキャラクターを起用した、ダンスゲームにカードゲーム要素を融合させたキッズカードダンスゲーム。ゲーム筐体は従来の『オシャレ魔女♥ラブandベリー』等のスキャナータイプの前部下面にステージ「ダンススイッチ」が増設されているタイプ。

## 遊び方
難易度とキャラを選び、踊るキャラクターカードとサポートキャラクターカードをスキャンする。曲を選択し、画面キャラのステップを手本に音楽に合わせフットスイッチを踏んでダンスをし、クリアラインを超えればクリア。1ゲームで3ステージまで遊ぶことができる。

## カード
- ダンスキャラクターカード

一緒に踊るキャラクター。フレンドポイントの数で登場が可能。
- サポートキャラクターカード

得点アップするサポートキャラ。

## 主な登場作品
- ミッキーマウス
ミッキーマウス、ミニーマウス、グーフィー、ピート、プルート
- ドナルドダック
ドナルドダック、デイジーダック、ヒューイ、デューイ、ルーイ
- チップとデール
チップ、デール、クラリス
- ディズニープリンセス
  - シンデレラ
  - 白雪姫
  - オーロラ（眠れる森の美女）
  - アリエル（リトル・マーメイド）
  - ジャスミン（アラジン）
  - ベル（美女と野獣）
- リロ・アンド・スティッチ
スティッチ、リロ、ジャンバ、プリークリー、エンジェル、試作品625号、リロイ、ハムスターヴィール
- ピーター・パン
ティンカー・ベル
- ピノキオ
ピノキオ、ジミニー・クリケット
- リトル・マーメイド
セバスチャン、フランダー
- くまのプーさん
プー、ピグレット、イーヨー、ラビット、ルー
- ライオン・キング
ティモン、プンバァ、シンバ
- ふしぎの国のアリス
アリス、チェシャ猫
- おしゃれキャット
マリー
- バンビ
とんすけ、ミス・バニー
- ムーラン
ムーシュー
- ダンボ
ダンボ、ティモシー
- アラジン
アブー

## オリジナルキャラクター
- リン（女の子）
- カイ（男の子）

ゲーム登場のオリジナルキャラクター。踊りが大好きで、ダンスのお手本を見せてくれる。

## リリース
ステージ毎にカードデザインが変更になっている。
- 第1弾『2007ファーストステージ』 - 2007年11月29日より稼動
- 第2弾『2008第1ステージ』 - 2008年3月20日より稼動。
- 第3弾『2008第2ステージ』 - 2008年7月24日より稼動。

れんしゅうモードとエキスパートモードが追加、新曲追加。
- 第4弾『2008第3ステージ』 - 2008年11月13日より稼動。
- 第5弾『2009第1ステージ』 - 2009年2月19日より稼動。
- 第6弾『2009第2ステージ』 - 2009年4月23日より稼動。

## キャンペーン
- オハナキャンペーン

2008年7月24日より店員に合言葉を答えることで限定カードがもらえるキャンペーンを実施。
- ラッキーキャンペーン

2008年8月23日より当たりカード3枚でラッキーキャラクターカードをプレゼント。
- ぬりえコンテスト

2009年1月23日発売のぬりえを記念しコンテストを実施。

## ポピッ☆チュ!
『ポピッ☆チュ!』（PoPi☆chu!）は、ジュニアアイドル3人組のダンスユニット。ゲームのイメージキャラクターとしてCMやイベント等で起用された。
- りな

本名 - 今井利奈
生年月日 - 1997年11月10日
血液型 - A型
所属 - アイビィーカンパニー
- あやめ

本名 - 石原彩芽
生年月日 - 1999年2月16日
血液型 - O型
所属 - アイビィーカンパニー
- まみ

生年月日 - 1996年6月20日
血液型 - B型
所属 - スーパーイコリーダンスプロダクション

## 漫画
『Disney's マジカルダンス!!』は、『なかよし』で2008年4月号から2009年5月号まで連載されたコミック。作画は小鷹ナヲ。主人公はリン。単行本は全2巻発売、第1巻に限定カード付き。公式サイトでも出張版4コマ漫画が7話配信された。